# Championnat du Nicaragua de football 1971
Navigation
Saison précédente Saison suivante
La Primera División 1971 est la trentième édition de la première division nicaraguayenne.
Lors de ce tournoi, le Diriangén FC a tenté de conserver son titre de champion du Nicaragua face aux meilleurs clubs nicaraguayens.
Seulement une place était qualificative pour la Coupe des champions de la CONCACAF.

## Bilan du tournoi
| Tableau d'Honneur |                              |
| Compétition       | Vainqueur                    |
| Primera División  | Deportivo Santa Cecilia (en) |

| Qualifications continentales 1971-1972 |                              |
| Coupe des champions de la CONCACAF     | Qualifiés                    |
| Tour d'entrée inconnu                  | Deportivo Santa Cecilia (en) |

| Promotions et relégations   |         |
| Relégué en Segunda División | Inconnu |
| Promu de Segunda División   | Inconnu |